# Rasa Dentremont
Rasa Dentremont es una deportista estadounidense que compitió en piragüismo en la modalidad de eslalon. Ganó una medalla de plata en el Campeonato Mundial de Piragüismo en Eslalon de 1975, en la prueba de C2 mixto.

## Palmarés internacional
| Campeonato Mundial | Campeonato Mundial  | Campeonato Mundial | Campeonato Mundial |
| Año                | Lugar               | Medalla            | Competición        |
| ------------------ | ------------------- | ------------------ | ------------------ |
| 1975               | Skopie (Yugoslavia) | Medalla de plata   | C2 mixto           |